# Hylaeus uelleburgensis
Hylaeus uelleburgensis är en biart som först beskrevs av Embrik Strand 1912.  Hylaeus uelleburgensis ingår i släktet citronbin, och familjen korttungebin. Inga underarter finns listade i Catalogue of Life.